# Uri Orlev
Uri Orlev, vero nome Jerzy Henryk Orlowski (Varsavia, 24 febbraio 1931 – Gerusalemme, 26 luglio 2022), è stato uno scrittore israeliano di origine polacca, autore di romanzi e racconti prevalentemente di letteratura per ragazzi, superstite dell'Olocausto.

## Biografia
Nato a Varsavia nel 1931, durante l'occupazione tedesca della Polonia Orlev si trovò a vivere la difficile esperienza dei bambini dell'Olocausto. Visse nel ghetto di Varsavia con il fratello e la madre. Alla morte di quest'ultima, assassinata dai nazisti, i due fratelli furono deportati nel campo di concentramento di Bergen-Belsen. Nel 1945, liberato dalla prigionia, Orlev si trasferì in Israele. La shoah è un tema ricorrente della sua opera.
Iniziò a scrivere nel 1976 e da allora ha pubblicato più di trenta libri di letteratura per ragazzi per lo più ispirati da esperienze personali o autobiografiche legate alla repressione nazista del popolo ebraico.
Dal suo romanzo semi-autobiografico è stato tratto il film L'isola in Via degli Uccelli.
I suoi libri sono stati tradotti dall'ebraico in 38 lingue diverse (fra le quali anche l'italiano).
Nel 1996 ha ricevuto il premio Hans Christian Andersen.

Nel 2003 ha ricevuto il Premio Cento per Corri ragazzo, corri

## Opere tradotte in lingua italiana
- La bestia d'ombra, ill. di Emanuele Luzzati, trad. di A. Guetta, Salani, Milano 1995.
- Lydia, regina della terra promessa, trad. di A. De Vizzi, Salani, Firenze 1995.
- L'isola in via degli uccelli, trad. di M. Giardina Zannini, Salani, Firenze 1998.
- La nonna sul filo, trad. it. di Elena Loewenthal, Milano, Feltrinelli, 1999.
- L'aggiustasogni, trad. it. di Elena Lowenthal, Feltrinelli, 2000.
- Battista non vuole lavarsi la testa, ill. di Jicky Gleich, trad. e adattamento di M. Schianchi, Motta, Milano 2000.
- Gioco di sabbia , trad. Italiana Elena Lowenthal , Milano , Salani , 2000
- I soldatini di piombo, trad. it. di Elena Loewenthal, Fabbri, Milano 2001.[2]
- Corri ragazzo, corri, trad. di D. Merlo, Salani, Milano 2003.
- La corona del drago, trad. it. di Ofra Bannet e Raffaella Scardi, Salani, Milano 2007.
- Il nonno che aggiustava i sogni, trad. it. di Elena Loewenthal, Feltrinelli, Milano 2014.